# Czkałowskaja (stacja metra w Moskwie)
Czkałowskaja (ros. Чкаловская) – stacja linii Lublinsko-Dmitrowskiej metra moskiewskiego, otwarta 28 grudnia 1995, wraz z otwarciem linii Lublinsko-Dmitrowskiej.
Stacja jest połączona ze stacją Kurskaja na linii Arbacko-Pokrowskiej i stacją o tej samej nazwie na linii Kolcewej.